# 陽夫多神社
陽夫多神社（やぶたじんじゃ）は、三重県伊賀市馬場にある延喜式内社（小社）。

## 解説
陽夫多神社は式内社及び国史見在の古社であるが神統は不詳である。『当陽夫多神社記』によれば「『延喜風土記』は偽書ゆえ確なりと断定し難きも」として、「阿拝郡川合山に神有り薮田明神と号す、武小広国押盾天皇 御宇戊午 国造多賀連之を祭る也 － 祭り奉る所は素戔鳴命也」と云う。多賀連（たが の むらじ）は近江国多賀においてイザナギ神を祖神とする天孫系の一族であり、イザナギ神の子スサノオ神を祀ったとしても不思議ではない。
『神社覈録』では陽夫多神を式内社とし、高松神は式外社としている。つまり、陽夫多神と高松神はまったく別な神ということである。高松神は既に正六位上の神階を既に有していたが貞観三年（861年）に高蔵神と阿波神と宇奈根神とともに従五位下に叙進されている。貞観十五年には阿波神と宇奈根神が再び神階昇進し、延喜神名式に列したが高蔵神と陽夫多神は昇進せずに式外社として国史見在社のままに留まっている。これは陽夫多神を信仰する氏族が氏族間の権力闘争の中で失脚したことが原因と考えられる。高松神の神統は詳かではないが、鳥越憲三郎は葛城系と推測している。これは葛城系の神名には「高」の字をあてることが多いことを根拠とする。
これらの研究から高松神と陽夫多神を同一視するのは疑問が残る。陽夫多神社の神官が記した上書の中に「往古は河合村（現在地）より五丁ほど東、藤山と申処より当社へ御引遷り」という記述があり、藤山は鞆田川と河合川の堆積地帯を指したため、陽夫多神はここに祀られていた「農耕の神」である可能性が高い。

## 文化財

##### 三重県指定無形民俗文化財
- 祗園祭の願之山行事

##### 伊賀市指定文化財
- 梵鐘
- 御旅所古墳

## 逸話
- 境内には「馬場の宮井」と呼ばれる枯れた井戸がある。この井戸は陽夫多神社の祭日にのみ水が湧き出る云う。これは大和国二月堂の「若狭井」の神事と共通し、農耕予祝にかかわる聖水信仰が生んだ伝説の一つである。
- 境内南側の御旅所には「御旅所古墳」という石室が剥き出しになったままの古墳が存在する。埋葬者は不明で盗掘されている。
- 鎮守の森として背後にそびえる宮山にも複数の古墳が確認されており、御旅所古墳も含めて宮山古墳群を形成している。山中には古墳の他に中世・戦国時代の城跡もあり、「やぶた古墳の杜」として散策道が整備されている。
- 文明五年（1473年）に関白太政大臣だった一条兼良が陽夫多神社を訪れ、かつて境内にあった高松橋を渡った時に詠んだ歌がある。

これは五月雨（さみだれ）の季節で河水が氾濫して橋が危うく見えるのを見て、戦火で荒廃する諸国のありさまを例えたものと伝わる。

## 関連神社
- 夜父坐神社（但馬国養父郡）
- 薮田明神（美濃国厚見郡）
- 夜夫多神社（伊勢国河曲郡）